# Segeberg
Segeberg é um distrito (kreis ou landkreis) da Alemanha localizado no estado de Schleswig-Holstein.

## Cidades e municípios
Populações em 31 de dezembro de 2006:
| Cidades: 1. Bad Bramstedt * (13.522) 2. Bad Segeberg * (15.938) 3. Kaltenkirchen * (19.739) 4. Norderstedt (71.603) 5. Wahlstedt (9459) | Municípios: 1. Ellerau (5671) 2. Henstedt-Ulzburg (26.402) |

Estas cidades e municípios são chamados Amtsfreie Städte ou Amtsfreie Gemeinden por não pertencerem a nenhum Amt (vide abaixo). As cidades indicadas por asterisco (*) são sedes de um Amt.
Ämter (singular: Amt; português: ofício, escritório, secretaria), e seus municípios membros:
| - 1. Bad Bramstedt-Land [Sede: Bad Bramstedt] 1. Armstedt (411) 2. Bimöhlen (904) 3. Borstel (127) 4. Föhrden-Barl (285) 5. Fuhlendorf (397) 6. Großenaspe (2827) 7. Hagen (374) 8. Hardebek (504) 9. Hasenkrug (361) 10. Heidmoor (316) 11. Hitzhusen (1297) 12. Mönkloh (262) 13. Weddelbrook (1026) 14. Wiemersdorf (1525) - 2. Boostedt-Rickling [Sede: Boostedt] 1. Boostedt (4566) 2. Daldorf (715) 3. Groß Kummerfeld (2001) 4. Heidmühlen (707) 5. Latendorf (607) 6. Rickling (3330) - 3. Bornhöved [Sede: Trappenkamp] 1. Bornhöved (3483) 2. Damsdorf (247) 3. Gönnebek (485) 4. Schmalensee (486) 5. Stocksee (434) 6. Tarbek (162) 7. Tensfeld (722) 8. Trappenkamp (4991) - 4. Itzstedt [Sede: Itzstedt] 1. Itzstedt (2230) 2. Kayhude (1084) 3. Nahe (2375) 4. Oering (1294) 5. Seth (1975) 6. Sülfeld (3345) 7. Tangstedt ** (6416) | - 5. Kaltenkirchen-Land [sede: Kaltenkirchen] 1. Alveslohe (2555) 2. Hartenholm (1752) 3. Hasenmoor (697) 4. Lentföhrden (2292) 5. Nützen (1172) 6. Schmalfeld (1967) - 6. Kisdorf [sede: Kattendorf] 1. Hüttblek (370) 2. Kattendorf (896) 3. Kisdorf (3580) 4. Oersdorf (866) 5. Sievershütten (1178) 6. Struvenhütten (1057) 7. Stuvenborn (907) 8. Wakendorf II (1406) 9. Winsen (392) - 7. Leezen [sede: Leezen] 1. Bark (989) 2. Bebensee (591) 3. Buchholz (Forstgutsbezirk), área livre, não habitada 4. Fredesdorf (380) 5. Groß Niendorf (674) 6. Högersdorf (413) 7. Kükels (437) 8. Leezen (1624) 9. Mözen (456) 10. Neversdorf (719) 11. Schwissel (224) 12. Todesfelde (1038) 13. Wittenborn (848) | - 8. Trave-Land [sede: Bad Segeberg] 1. Bahrenhof (212) 2. Blunk (604) 3. Bühnsdorf (370) 4. Dreggers (61) 5. Fahrenkrug (1610) 6. Geschendorf (558) 7. Glasau (968) 8. Groß Rönnau (590) 9. Klein Gladebrügge (609) 10. Klein Rönnau (1434) 11. Krems II (425) 12. Negernbötel (1041) 13. Nehms (602) 14. Neuengörs (831) 15. Pronstorf (1717) 16. Rohlstorf (1156) 17. Schackendorf (820) 18. Schieren (280) 19. Seedorf (2235) 20. Stipsdorf (228) 21. Strukdorf (258) 22. Travenhorst (187) 23. Traventhal (530) 24. Wakendorf I (427) 25. Weede (1027) 26. Wensin (811) 27. Westerrade (489) |

**O município de Tangstedt, apesar de estar localizado territorialmente no distrito de Stormarn, é membro do Amt Itzstedt.